# (28547) Johannschröter
(28547) Johannschröter est un astéroïde de la ceinture principale.

## Description
(28547) Johannschröter est un astéroïde de la ceinture principale. Il fut découvert le 3 mars 2000 à la station Catalina par le programme CSS. Il présente une orbite caractérisée par un demi-grand axe de 2,24 UA, une excentricité de 0,09 et une inclinaison de 6,4° par rapport à l'écliptique.